# Życie Literackie (1945–1946)
Życie Literackie – dwutygodnik literacki wychodzący w Poznaniu od 1 czerwca 1945 do 25 września 1946. Nawiązywał do tradycji międzywojennego dwutygodnika Zdrój, który został przejęty przez Związek Zawodowy Literatów Polskich Oddział w Poznaniu. Redaktorem naczelnym był Jarosław Iwaszkiewicz.
Na łamach pisma publikowali m.in.: Wojciech Bąk, Tadeusz Breza, Jarosław Iwaszkiewicz, Mieczysław Jastrun, Wanda Karczewska, Roman Kołoniecki, Stanisław Krokowski, Czesław Miłosz, Feliks Nowowiejski, Tadeusz Henryk Nowak, Witold Powell, Stefan Sojecki, Stanisław Strugarek, Teodor Śmiełowski. Oprócz tekstów literackich publikowano tu też artykuły naukowe takich autorów jak: Józef Kostrzewski, Władysław Kowalenko, Kazimierz Tymieniecki, czy Zygmunt Wojciechowski.